# Lori Loughlin

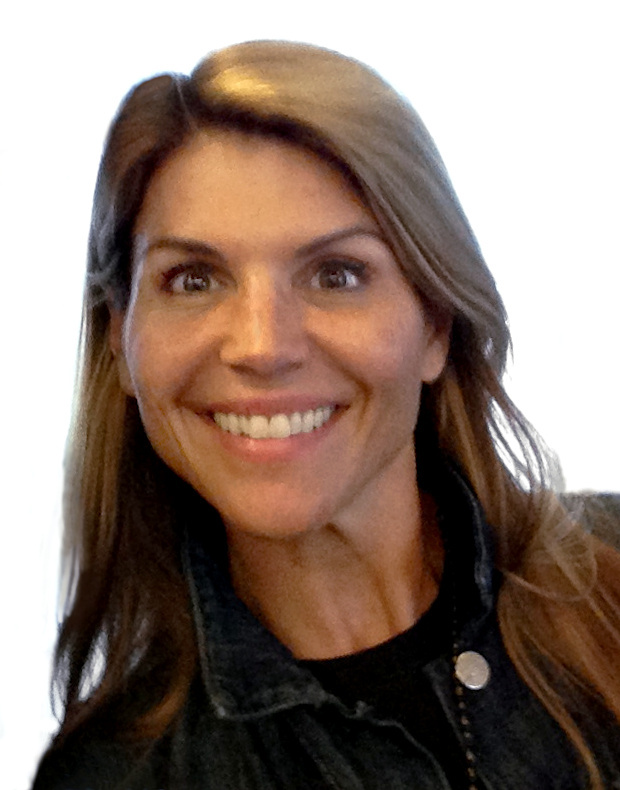
Lori Loughlin (2014)

Lori Anne Loughlin (* 28. Juli 1964 in Queens, New York City) ist eine US-amerikanische Schauspielerin.

## Leben
Lori Loughlin wuchs in Hauppauge, Long Island auf. Im Alter von elf Jahren begann ihre Karriere als Fotomodell. Während ihrer frühen Jugendzeit erschien ihr Bild in zahlreichen Werbekatalogen und -prospekten. Sie wurde auch für Fernsehwerbespots engagiert.
Von 1989 bis 1996 war Loughlin mit Michael Burns verheiratet. Am 25. November 1997 heiratete sie den Designer Mossimo Giannulli. Das Paar hat zwei Töchter.
1980 bekam sie die Rolle der Emmeline in Die blaue Lagune. Von dieser trat sie später zurück, und die Rolle ging an Brooke Shields. Im selben Jahr bekam Loughlin die Rolle der 18-jährigen Jody Travis in der ABC-Seifenoper The Edge of the Night, die sie bis 1983 spielte. Es folgten Kino- und Spielfilme wie beispielsweise der Horrorfilm Amityville III. Loughlins bekannteste Rolle ist die der Rebecca Donaldson in der Familienserie Full House, in der sie von 1988 bis zum Ende der Sitcom 1995 mitwirkte.
Loughlin spielte bereits neben Jim Carrey, Meg Ryan oder Keanu Reeves. Von 2004 bis 2005 hatte sie beim US-Sender The WB eine eigene Fernsehserie, Summerland Beach. Sie spielte die Hauptrolle und war zudem Drehbuchautorin und Produzentin der Serie. Die Serie handelt von Ava, einer Tante von drei Kindern, deren Eltern bei einem Autounfall ums Leben kamen. 2006 drehte sie an der Seite von Greg Germann eine ABC-Comedy mit dem Titel In Case of Emergency. Von 2008 bis 2011 spielte sie eine Hauptrolle in der Fernsehserie 90210, einem Spin-off von Beverly Hills, 90210.
Lori Loughlin ist eine der im März 2019 Beschuldigten im Bestechungsskandal um Zulassungen zu US-Universitäten, einem Ermittlungsverfahren der amerikanischen Bundesbehörde FBI. Weil sie und ihr Ehemann 500.000 Dollar gezahlt haben sollen, um die beiden Töchter an der University of Southern California studieren zu lassen, verlor Loughlin im März 2019 mehrere Rollen in laufenden Fernsehserien und Filmreihen. Im April 2019 entschlossen sich Lori Loughlin und ihr Ehemann, sich nicht schuldig zu bekennen. Im August 2020 wurden beide wegen Betrugs zu zwei beziehungsweise fünf Monaten Haft, einer Strafzahlung von 400.000 Dollar sowie 100 bzw. 200 Sozialstunden verurteilt.

## Filmografie (Auswahl)
- 1980–1983: The Edge of the Night (Fernsehserie)
- 1983: Amityville III (Amityville 3-D)
- 1985: Die Kids von Orlando (The New Kids)
- 1985: Crazy Love – Liebe schwarz auf weiß (Secret Admirer)
- 1986: RAD
- 1986: Young Streetfighters (The Brotherhood Of Justice)
- 1986/1987: Der Equalizer (The Equalizer, Fernsehserie, Folgen 2x01, 2x20)
- 1987: High-Life am Strand (Back to the Beach)
- 1988: Eine verrückte Reise durch die Nacht (The Night Before)
- 1988–1995: Full House (Fernsehserie, 153 Folgen)
- 1992: Der Schein trügt (Doing Time on Maple Drive, Fernsehfilm)
- 1993: Wiegenlied des Schreckens (Empty Cradle, Fernsehfilm)
- 1993: Ein Fremder im Spiegel (A Stranger in the Mirror, Fernsehfilm)
- 1994: Mißbraucht und verraten (One of Her Own, Fernsehfilm)
- 1995: Abandoned and Deceived (Fernsehfilm)
- 1995–1996: Wer ist hier der Cop? (Hudson Street, Fernsehserie, 22 Folgen)
- 1996: Bankraub – Die Spur führt in den Tod (In the Line of Duty: Blaze of Glory)
- 1997: Casper – Wie alles begann (Casper: A Spirited Beginning)
- 1997: Der falsche Weg zum Glück (The Price of Heaven)
- 1997: Gegner aus Liebe (Tell Me No Secrets)
- 1997: Seinfeld (Fernsehserie, Folge 9x03)
- 1997: Medusas Child – Atombombe an Bord der 737 (Medusa's Child)
- 2000: Critical Mass – Wettlauf mit der Zeit (Critical Mass)
- 2001: Chaos City (Fernsehserie, 3 Folgen)
- 2002: Drew Carey Show (The Drew Carey Show, Fernsehserie, Folgen 8x08–8x09)
- 2002: Birds of Prey (Fernsehserie, Folge 1x05)
- 2004: Die Liga der Gerechten (Justice League, Zeichentrickserie, Folge 3x07)
- 2004–2005: Summerland Beach (Summerland, Fernsehserie, 26 Folgen)
- 2005: Missing – Verzweifelt gesucht (Missing, Fernsehserie, Folgen 3x01–3x02)
- 2006: In Case of Emergency (Fernsehserie, 13 Folgen)
- 2006: Ghost Whisperer – Stimmen aus dem Jenseits (Ghost Whisperer, Fernsehserie, Folge 1x17)
- 2007: Ein Pferd für Moondance (Moondance Alexander)
- 2008–2011: 90210 (Fernsehserie, 69 Folgen)
- 2009: Old Dogs – Daddy oder Deal (Old Dogs)
- 2010: Meet My Mom
- 2013: Crawlspace
- 2013: Psych (Fernsehserie, Folge 7x13)
- 2013: Major Crimes (Fernsehserie, Folge 2x08)
- 2013–2018: Garage Sale Mystery (Fernsehreihe, 16 Folgen)
- 2014–2019: Janette Oke: Die Coal Valley Saga (When Calls the Heart, Fernsehserie, 56 Folgen)
- 2014: The Neighbors (Fernsehserie, Folge 2x13)
- 2015: Northpole: Weihnachten geöffnet (Northpole: Open for Christmas, Fernsehfilm)
- 2016: Die Weihnachtsstory (Every Christmas Has a Story) (Fernsehfilm)
- 2016–2018: Fuller House (Fernsehserie, 13 Folgen)
- 2018: Homegrown Christmas (Fernsehfilm)
- 2021: When Hope Calls (Fernsehserie, Folgen 2x01–2x02)
- 2022: Blessings of Christmas (Fernsehfilm)
- 2023: Fall Into Winter (Fernsehfilm)
- 2024: Lass es, Larry! (Curb Your Enthusiasm, Fernsehserie, Folge 12x06)